# Pseudomys oralis
Pseudomys oralis — вид австралійських гризунів підродини Murinae родини Muridae. Зустрічається тільки в Австралії.

## Морфологічна характеристика
Це гризун середнього розміру з довжиною голови й тулуба від 125 до 165 мм, довжиною хвоста від 120 до 160 мм, довжиною стопи від 28 до 34 мм, довжиною вуха від 16 до 22 мм і вагою до 100 грамів. Шерсть довга і м'яка. Верхня частина буро-сіра. Черевні частини білі. Хвіст коротший за голову й тулуб, зверху коричневий, знизу кремовий.

## Поведінка
Будує гнізда в повалених деревах та інших порожнинах. Харчується переважно насінням і листям влітку, стеблами трави взимку. Іноді харчується також грибами, квітами та членистоногими.